# Lyman (New Hampshire)
Lyman ist der Name einer Town im Grafton County von New Hampshire, einem der Neuenglandstaaten der USA. Das U.S. Census Bureau hat bei der Volkszählung 2020 eine Einwohnerzahl von 585 ermittelt. Das Gebiet war zunächst Teil einer umfangreichen Landzuteilung an General Phineas Lyman als Belohnung für seine Aktivitäten im Siebenjährigen Krieg. Zu diesen Ländereien gehörten das Land des heutigen Lyman und Lisbon sowie Land in Grantham in New Hampshire und elf weiteren Gemeinden in Vermont.

## Geographie

### Lage
Lyman liegt im Nordwesten von Grafton County am Osthang des Gardner Mountain, der es von Monroe und dem Connecticut River trennt.

### Nachbargemeinden
Angrenzend liegen im Norden Littleton, im Osten Lisbon, im Süden Bath und im Westen Monroe.

### Berge
Die Grenze zu Monroe verläuft über den 678 Meter hohen Gardner Mountain und erreicht dort die größte Erhebung in Lyman.

### Gewässer
Die größten Gewässer sind Dodge Pond und der unterhalb gelegene Ogontz Lake, die über den Sunny Brook nach Osten zum Ammonoosuc River in Lisbon entwässern. Sie sind Teil einer kleinen Seenkette, die ihren Ausgang in Littleton mit dem Partridge Lake nimmt. In Lyman mündet zwischen den Seen der am Gardner Mountain entspringende Patten Brook ein. Der Teter Meadow Brook hat seinen Ursprung am Berg weiter südlich und fließt nach Bath im Süden. Dort mündet er in den Pettyboro Brook, der wiederum in den Ammonoosuc fließt.

## Geschichte

### Entstehungsgeschichte
Die Landzuteilung erfolgte 1761 und wurde, da die Besiedelung in dem abgelegenen Gebiet nur langsam verlief, 1769 erneuert. Da der Höhenzug des Gardner Mountain, der sich in Nord-Süd-Richtung durch das Gemeindegebiet zog, zur damaligen Zeit eine beträchtliche Beeinträchtigung für den Verkehr zwischen Lyman und dem westlich des Berges gelegenen West Lyman darstellte, wurde dieses 1854 abgetrennt und zur eigenständigen Town of Monroe. Wenig später war Lyman in sieben Schulbezirke unterteilt, hatte zwei Dörfer, Lyman und Tinkerville, zwei Kirchen, eine methodistisch, eine unioniert, ein Postamt und eine dampfbetriebene Kartoffelstärkefabrik, zwei Korn- und fünf Sägemühlen sowie eine Wollkämmerei. 1875 wurden zwei Stärkefabrikationen erwähnt, die 84 Tonnen Stärke im Jahr erzeugten. Geerntet wurden 2300 Bushel Weizen, 3000 Bushel Mais, 12.000 Bushel Hafer und 42.000 Bushel Kartoffeln und 350.000 Fuß Bretter gesägt. Die Haupteinnahmequelle der Town war die Landwirtschaft. Der Unterricht in den Schulen fand durchschnittlich an 20 Wochen im Jahr statt. Eine Beschreibung von 1885 erwähnte nur noch eine Kirche, die 1862 neu gebaute Union Church, von den Methodisten benutzt, und ein Dorf. Eine kurz zuvor eingerichtete Fabrikation von Butterfässern produzierte etwa 10.000 Stück im Jahr. Mindestens eine Mühle sägte nicht nur Holz, sondern mahlte auch Korn. Zu den weiteren Produkten gehörten Schindeln.

### Bevölkerungsentwicklung
| Volkszählungsergebnisse – Lyman, New Hampshire | Volkszählungsergebnisse – Lyman, New Hampshire | Volkszählungsergebnisse – Lyman, New Hampshire | Volkszählungsergebnisse – Lyman, New Hampshire | Volkszählungsergebnisse – Lyman, New Hampshire | Volkszählungsergebnisse – Lyman, New Hampshire | Volkszählungsergebnisse – Lyman, New Hampshire | Volkszählungsergebnisse – Lyman, New Hampshire | Volkszählungsergebnisse – Lyman, New Hampshire | Volkszählungsergebnisse – Lyman, New Hampshire | Volkszählungsergebnisse – Lyman, New Hampshire |
| Jahr                                           | 1786                                           | 1790                                           | 1800                                           | 1810                                           | 1820                                           | 1830                                           | 1840                                           | 1850                                           | 1860                                           | 1870                                           |
| ---------------------------------------------- | ---------------------------------------------- | ---------------------------------------------- | ---------------------------------------------- | ---------------------------------------------- | ---------------------------------------------- | ---------------------------------------------- | ---------------------------------------------- | ---------------------------------------------- | ---------------------------------------------- | ---------------------------------------------- |
| Einwohner                                      | 116                                            | 202                                            | 533                                            | 948                                            | 1270                                           | 1320                                           | 1480                                           | 1442                                           | 743                                            | 658                                            |
| Jahr                                           | 1880                                           | 1890                                           | 1900                                           | 1910                                           | 1920                                           | 1930                                           | 1940                                           | 1950                                           | 1960                                           | 1970                                           |
| Einwohner                                      | 655                                            | 543                                            | 426                                            | 374                                            | 310                                            | 299                                            | 363                                            | 241                                            | 201                                            | 213                                            |
| Jahr                                           | 1980                                           | 1990                                           | 2000                                           | 2010                                           | 2020                                           | 2030                                           | 2040                                           | 2050                                           | 2060                                           | 2070                                           |
| Einwohner                                      | 281                                            | 436                                            | 487                                            | 533                                            | 585                                            |                                                |                                                |                                                |                                                |                                                |

## Wirtschaft und Infrastruktur

### Öffentliche Einrichtungen
Mit den Polizeiaufgaben in Lyman ist die Staatspolizei von New Hampshire beauftragt, Feuerwehr und medizinische Notversorgung werden auf Abruf durch die entsprechenden Organisationen von Lisbon besorgt. Das nächstgelegene Krankenhaus ist das Littleton Regional Hospital in Littleton. Wasserver- und Abwasserentsorgung erfolgen mittels haushaltseigener Brunnen und Abwassertanks, Müll wird je nach anfallender Menge berechnet oder kann zum Recycling abgegeben werden. Der Schulbesuch erfolgt ebenfalls in Lisbon.

### Verkehr
Lyman wird durch Ortsstraßen erschlossen, die nächstgelegene Durchgangsstraße ist die US-302 in Lisbon. Dort war auch ein Bahnhof, bis der Personenverkehr 1965 eingestellt wurde. In Franconia gibt es eine Landepiste mit Grasbahn, die nächstgelegene Asphaltpiste hat der Dean Memorial Airport in Haverhill. Nächstgelegener Flughafen ist der Lebanon Municipal Airport in Lebanon, gut 90 Kilometer entfernt.